# Jesus Christ Superstars
Jesus Christ Superstars (с англ. — «Иисус Христос — суперзвезда») — девятый студийный альбом словенской индастриал-группы Laibach, вышедший 23 октября 1996 года.
Jesus Christ Superstars одновременно кавер-альбом песен о религии, обработанных в жанре индастриал, и своеобразный саундтрек к рок-опере «Иисус Христос — суперзвезда». В альбоме присутствуют элементы новой немецкой тяжести.

## Список композиций
1. «God Is God» (Бог есть Бог) (Burton/Watkins) — 3:43
2. «Jesus Christ Superstar» (Иисус Христос Суперзвезда) (Эндрю Ллойд Уэббер/Тим Райс) — 5:45
3. «Kingdom of God» (Царство Божие) (Славко Авсеник[англ.]*/Крис Бон/Laibach) — 5:37
4. «Abuse and Confession» (Ненависть и Исповедь) (Славко Авсеник/Крис Бон/Laibach) — 6:14
5. «Declaration of Freedom» (Провозглашение свободы) (Крис Бон/Laibach) — 5:33
6. «Message from the Black Star» (Послание с Чёрной Звезды) (Крис Бон/Laibach) — 5:50
7. «The Cross» (Крест) (Принс) — 4:54
8. «To the New Light» (К новому свету) (Славко Авсеник/Крис Бон/Laibach) — 5:00
9. «Deus Ex Machina» (Бог из машины) (Laibach) — 4:00